# 堺市立百舌鳥支援学校
堺市立百舌鳥支援学校（さかいしりつ もずしえんがっこう）は、大阪府堺市北区にある特別支援学校。

## 概要
本校と分校を設置し、本校では知的障害のある児童・生徒対象の支援教育を主におこなっている。また分校では肢体不自由児・重度重複障害児対象の支援教育を実施している。本校・分校ともに、小学部と中学部を設置している。
2000年代に入り在籍児童・生徒数が増加して過密状態が続いたため、旧大阪府立上神谷高等学校の跡地（堺市南区御池台4丁）に、知的障害のある児童・生徒を対象とした特別支援学校・堺市立上神谷支援学校を2009年に分離新設した。

## 沿革
（本校）
- 1957年4月 - 堺市に在住する身体虚弱児・知的障害児のための学校「堺市立養護学校」として、堺市常磐町1丁（現・北区）に開校。
- 1960年4月 - 知的障害児のための分校を現在地に設置。
- 1968年4月 - 堺市立百舌鳥養護学校として、堺市立養護学校（同日堺市立浅香山養護学校[2]と改称）から分離開校。
- 1992年4月 - 肢体不自由児（重度重複児）のための分校を設置。
- 2005年9月21日 - 府立上神谷高校跡地に分離校の新設が決定。
- 2009年4月1日 - 堺市立百舌鳥支援学校に改称。また堺市立上神谷支援学校を分離。

（分校）
- 1970年4月 - 堺市立神石小学校養護学級を開設。
- 1977年4月 - 堺市立旭中学校肢体不自由学級を開設。
- 1982年4月 - 神石小学校養護学級を同校の分校とする。
- 1992年4月 - 両校の学級が合併し、堺市立百舌鳥養護学校分校を設置。
- 2009年4月1日 - 堺市立百舌鳥支援学校分校に改称。

## 通学区域
※本校（知的障害児）のみ2009年度より適用。分校（肢体不自由児）は2009年度以降も堺市全域を対象とする。
- 堺市 堺区および北区の全域、西区の大半、中区・東区の一部（中学校区単位で校区を指定、21中学校区）。

## 交通

### 本校
- JR阪和線 上野芝駅 東へ約900 m。

### 分校
- 阪和線 百舌鳥駅 西へ約1.3 km。
- 南海バス（鳳シャトルバス）工業学校前バス停 東へ約400 m。